# Saint-Denis-le-Ferment
Saint-Denis-le-Ferment es una localidad y comuna francesa situada en la región de Alta Normandía, departamento de Eure, en el distrito de Les Andelys y cantón de Gisors.

## Demografía
| 302 | 238 | 214 | 298 | 405 | 456 |
| Para los censos de 1962 a 1999 la población legal corresponde a la población sin duplicidades (Fuente: INSEE [Consultar]) |     |     |     |     |     |